# GNU VCDImager
GNU VCDImager es una suite de programas y herramientas de línea de comandos diseñada para autoría y creación de VCDs (vídeo-CD) y SVCDs (super vídeo-CD).
El proyecto VCDImager está lanzado como código abierto y fue escrito en un principio por Herbert Valerio Riedel.
Representa el único conjunto en código abierto de herramientas para autoría de VCD y es el backend (dorsal) de varias herramientas populares de autoría de (S)VCD, incluyendo VCDEasy.
El principal desarrollo del programa se dio cita en la rama de la versión 0.7.x que incluía la capacidad de emplear menús de autor y otras estructuras playback control. El desarrollo de este programa ocurrió principalmente entre 2000 y 2002.